# بريفولجسك
بريفولجسك (بالروسية: Приволжск) هي إحدى مدن روسيا في الكيان الفدرالي الروسي إيفانوفو أوبلاست.

## أعلام
- أوليغ بوريسوف